# Lomographa luciferata
Lomographa luciferata là một loài bướm đêm trong họ Geometridae.